# Syngnathus typhle
La aguja mula (Syngnathus typhle) es una especie de pez singnatiforme de la familia Syngnathidae.

## Morfología
Los machos pueden alcanzar 35 cm de longitud total.

## Depredadores
Es depredado por Chelidonichthys gurnardus.

## Reproducción
Es ovovivíparo y el macho transporta los huevos en una bolsa ventral, la cual se encuentra debajo de la cola.

## Hábitat
Es un pez de clima templado que vive entre 1-20 m de profundidad.

## Distribución
Se encuentra desde Vardø (Noruega), el mar Báltico y las islas británicas hasta  Marruecos, incluyendo el Mediterráneo, el mar Negro y el mar de Azov.